# Blonde ruiter
De blonde ruiter (Calidris subruficollis synoniem: Tryngites subruficollis) is een slanke waadvogel. De vogel werd in 1819 door Louis Jean Pierre Vieillot geldig beschreven als Tringa subruficollis. De waadvogel komt voor in Noord-Amerika en wordt als zeldzame dwaalgast gesignaleerd in West-Europa vooral op de Britse Eilanden.

## Kenmerken
Hij lijkt op de kemphaan, maar is wat kleiner en heeft geen wit aan de staartbasis. De blonde ruiter heeft een opvallend kleine en ronde kop, een lange hals en gele poten. Verder is hij warm rossig geel, met een witachtige tint richting de buik. Zijn ondervleugels zijn wit, bij de punt zwart en wit gemarmerd. De blonde ruiter is een heel tamme vogel die houdt van droog, kort grasland. Het geluid dat hij maakt klinkt als pr-r-r-riet en een klikkend tik.

## Verspreiding en leefgebied
Deze soort komt voor in de toendra's van noordoostelijk Siberië, noordelijk Alaska en noordelijk Canada.

### In Nederland
Tussen 1955 en 2014 zijn 79 bevestigde waarnemingen. Tussen 1955 en 2000 15 maal (0,33 per jaar), tussen 2001 en 2010 38 maal (3,8 per jaar) en tussen 2010 en 2014 26 maal (6,5 per jaar). Vanaf 2015 wordt het aantal waarnemingen niet meer bijgehouden.

## Status
De grootte van de populatie is in 2012 geschat op 15-56 duizend volwassen vogels. Onderzoek dat werd gepubliceerd in 2023 maakt aannemelijk dat, hoewel nauwkeurige populatieschattingen lastig blijven, de soort harder in aantal achteruitgaat dan eerder vastgesteld. Op de Rode lijst van de IUCN kreeg deze soort daarom in 2024 de status kwetsbaar.